# Аласия
Аласия (Алашия — название города (соврем. Энгоми) и страны) — важное древнее государство в Восточном Средиземноморье, занимавшее остров Кипр и существовавшее в середине — конце II тыс. до н. э.
Аласия была крупнейшим производителем меди и бронзы. Исследования современных историков показали, что глина, на которых написаны письма правителя Аласии египетскому фараону, происходит с острова Кипр, из месторождений вблизи современных городов Калавасос и Аласса, поэтому подавляющее большинство современных историков отождествляют Аласию с Кипром, где в указанное время существовали государства сначала «кипро-минойцев», затем тевкров (и те, и другие использовали кипро-минойское письмо).
Мнение, что Кипр назывался «Аласией», подтверждается надписью «Аполлон Аласиотский» («ΑΠΟΛ(Λ)ΩΝ ΤΩΙ ΑΛΑΣΙΩΤΑΙ»), обнаруженной на постаменте статуи скульптуры Плитоса, которое Апсасомос посвятил Аполлону из Алассоты.

## Правители Аласии
Из правителей Аласии по именам известны лишь двое. Это Кушмешуша, современник царей Угарита Никмадду III и Аммурапи III (кон. XIII в. до н. э.), и Хатиба, упоминаемая (ок. 1050 г. до н. э.) в отчёте о путешествии по странам Левантийского побережья египтянина Уну-Амона. Царица (или царевна) Хатиба была современницей правителя Верхнего Египта Херихора и царя Египта Смендеса (Несубанебджеда).

## Ветхий Завет
Исследователи связывают Аласию с именем Элиша (Елиса в Синодальном переводе) в Ветхом Завете.